# ClariS
ClariS (クラリス, Kurarisu) est un duo de musique pop japonaise qui s'est formé en 2009 avec les chanteuses Clara et Alice, originaire d'Hokkaidō, qui étaient encore au collège à cette époque-là. La paire a commencé à réaliser des reprises de chansons et à les publier sur le site de partage de vidéos Niconico entre 2009 et 2010. ClariS avaient ensuite signé chez SME Records et ont publié leur premier single Irony en octobre 2010. Trois autres singles sont sortis entre 2011 et 2012, suivis de leur premier album Birthday (2012). Un disque d'or est attribué à l'album par le Recording Industry Association of Japan pour avoir dépassé les 100 000 exemplaires vendus en une seule année. Six autres singles sont sortis entre 2012 et 2014, présent dans leur deuxième album Second Story (2013) et le troisième album Party Time (2014). Alice quitte le groupe après la sortie de Party Time, et Karen a rejoint ClariS fin 2014. En 2017, ClariS changent de label et signent chez SACRA MUSIC, un label discographique sous Sony Music Entertainment Japan,.

## Histoire

### 2009–2012: La formation et le collège
ClariS s'est formé fin 2009 en tant que Alice Clara (アリス☆クララ), alors qu'elles étaient encore en première année au collège, Clara et Alice ont publié une reprise de la chanson Vocaloid Step to You sur le site de partage de vidéos Niconico le 10 octobre 2009. ClariS ont publié sept reprises supplémentaires en 2009. Le 24 avril 2010, l'éditeur Sony Magazines sous Sony Music Entertainment Japan a lancé le magazine de musique d'anime LisAni! avec un CD joint contenant la chanson originale Drop composée par Kz de Livetune et chantée par ClariS,. ClariS ont publié cinq reprises supplémentaires en 2010, se terminant par la chanson Listen !! de l'anime K-On!! comme leur 13e reprise partagée le 5 juin 2010. Le 24 juillet 2010, le deuxième numéro de LisAni! a été publié avec un autre CD joint contenant la chanson originale Kimi no Yume o Miyō (君の夢を見よう), également composée par Kz et chantée par ClariS. Un single contenant les deux chansons a été publié exclusivement au Comiket 78, le 13 août 2010.
Une grande attention a été mis sur Clara et Alice étant des collégiennes à l'époque,,. Dès le début où elles ont partagé leurs reprises sur Niconico, il y avait un certain doute sur le fait que les filles étaient au collège car de nombreux commentaires d'utilisateurs concernaient leur voix qui leur paraissait celle d'adultes,. En dépit de cela, Clara et Alice ont été décrites comme de simples collégiennes, tandis que Kz avait senti que leur charme provenait d'elles-mêmes, il a également estimé que leur potentiel futur y a joué un rôle.
En septembre 2010, ClariS a été engagé chez SME Records, à la grande surprise de Clara et d'Alice. Alice fait remarquer plus tard qu'elle avait des soupçons à ce sujet, et se demandait si elles se sont faites dupées ou non. ClariS ont publié leur premier et important single Irony le 20 octobre 2010. Composé par Kz, Irony débute à la 7e place du classement hebdomadaire de l'Oricon, et a été utilisé comme générique d'introduction de la série télévisée anime Oreimo de 2010. Good Smile Company a publié un ensemble Nendoroid Petit de ClariS en janvier 2012 basé sur les illustrations de Clara et d'Alice par Hiro Kanzaki pour Irony. ClariS ont sorti leur deuxième single Connect (コネクト) le 2 février 2011. Connect débute à la 5e place sur le classement hebdomadaire de l'Oricon, et a été utilisé comme générique d'introduction de la série télévisée anime Puella Magi Madoka Magica en 2011. Le single s'est vu décerner le disque d'or par le Recording Industry Association of Japan pour avoir dépassé les 100 000 exemplaires vendus en une seule année. ClariS ont contribué et ont participé à l'album d'hommage pour ZONE, Zone Tribute: Kimi ga Kureta Mono (ZONEトリビュート～君がくれたもの～) publié le 10 août 2011; Elles ont réalise une reprise de True Blue, un single de ZONE paru en 2003.
Le 14 septembre 2011 sort leur troisième single Nexus , et celui-ci se retrouve également à la 5e place du classement hebdomadaire de l'Oricon. Également composé par Kz, le titre est utilisé comme générique d'introduction pour le jeu-vidéo Oreimo, Ore no imōto ga konna ni kawaii wake ga nai: Portable ga tsuzuku wake ga nai, ainsi qu'indicatif musical pour le neuvième volume des light novel Ore no imōto ga konna ni kawaii wake ga nai; ClariS y font un caméo dans le même volume. La chanson Do not Cry sur le single Nexus a été utilisée comme indicatif musical pour le volume 0.5 du magazine Aoharu de Shueisha. ClariS sortent leur quatrième single Naisho no Hanashi (ナイショの話) le 1er février 2012, et se place à la 2e place du classement hebdomadaire de l'Oricon. Naisho no Hanashi a été composée par Ryo de Supercell et est utilisé comme générique de fin de la série télévisée anime Nisemonogatari en 2012.

### 2012–2014: Le lycée et le départ d'Alice
Clara et Alice sont diplômées du collège en mars 2012. ClariS ont sorti leur premier album studio Birthday le 11 avril 2012. L'album est vendu en trois éditions : une édition régulière avec juste le CD, une édition limitée regroupée avec un DVD, et une autre édition limitée regroupée avec deux portraits Nendoroid Petit de ClariS basées sur les illustrations de Clara et d'Alice de Ume Aoki pour Connect, et un CD bonus avec deux chansons de thème Nendoroid. Birthday a reçu un disque d'or par le RIAJ en mai 2012. Le 15 août 2012 sort leur cinquième single Wake Up; la chanson est utilisée comme générique d'introduction pour la série anime Moyashimon Returns. Le sixième single Luminous (ルミナス) est sorti le 10 octobre 2012, la chanson est utilisée comme générique d'introduction pour le premier des deux films d'animation de Puella Magi Madoka Magica. Le single reçoit un disque d'or par le RIAJ en décembre 2014. Leur septième single Reunion, composé par Kz, est sorti le 17 avril 2013. La chanson est utilisée comme générique d'introduction de la seconde saison de la série anime Oreimo en 2013.
ClariS sortent leur deuxième album studio Second Story le 26 juin 2013. Leur huitième single Colorful (カラフル) est publié le 30 octobre 2013; la chanson est utilisée comme générique d'introduction pour le film d'animation Puella Magi Madoka Magica: Rebellion. ClariS ont réalisé leur première performance en direct au Zepp Tokyo le 5 janvier 2014 où elles ont joué Reunion lors d'un événement épuisé derrière un rideau où seulement leur silhouette étaient visibles,. Le neuvième single Click, composé par Kz, est publié le 29 janvier 2014; la chanson est utilisée comme le premier générique d'introduction pour l'anime Nisekoi en 2014. Le 16 avril 2014 sort leur dixième single Step, également composé par Kz; la chanson est utilisée comme le deuxième générique d'introduction pour Nisekoi. ClariS sortent leur troisième album studio Party Time le 4 juin 2014, qui est par ailleurs la dernière contribution d'Alice avec ClariS,.

### Depuis 2014: Les débuts de Karen
Après le départ d'Alice, Clara a nié les rumeurs selon lesquelles ClariS allait se dissoudre. Le 8 novembre 2014, le volume 19 du magazine de M-ON! Entertainment, LisAni!, a été publié avec un CD joint contenant la chanson originale Clear Sky chantée par ClariS, maintenant composée de Clara et Karen,, qui, comme Clara, était toujours au lycée à l'époque. ClariS ont publié leur 11e single Border le 7 janvier 2015; la chanson est utilisée comme générique de fin de la série télévisée anime Tsukimonogatari. ClariS se sont produites en direct au concert du LisAni! Live-5 le 25 janvier 2015 au Nippon Budokan. Clara et Karen sont diplômées du lycée en mars 2015. Le 15 avril 2015 sort leur premier album de compilation, ClariS: Single Best 1st.
ClariS sort leur 12e single single Anemone (アネモネ) le 29 juillet 2015; la chanson est utilisée comme générique de fin de la série anime de 2015, Classroom Crisis. Elles se sont produites en direct au Zepp Tokyo le 31 juillet 2015. ClariS a publié leur 13e single Prism le 25 novembre 2015; la chanson a été utilisée pour promouvoir le 40e anniversaire des mascottes de Sanrio, Kiki et Lala. Le 2 mars 2016 sort leur mini-album Spring Tracks: Haru no Uta (Spring Tracks -春のうた-),. Leur 14e single Gravity (ja) est sorti le 27 juillet 2016; la chanson est utilisée comme le premier générique de fin pour la série anime de 2016, Qualidea Code. ClariS ont collaboré avec GARNiDELiA pour interpréter la chanson « clever » publiée le 14 septembre 2016; elle est utilisée comme troisième générique de Qualidea Code. Du 17 au 18 septembre 2016, ClariS ont réalisé leur premier concert Pacifico Yokohama National Hall Convention. Le 30 novembre 2016 sort leur 15e single, again (ja); la chanson est utilisée comme thème du jeu vidéo Akiba's Beat. ClariS a sorti leur quatrième album de studio Fairy Castle le 25 janvier 2017,.
ClariS ont effectué leur premier concert au Nippon Budokan le 10 février 2017,,,. En avril 2017, ClariS changent de label et signent chez SACRA MUSIC, un label discographique sous Sony Music Entertainment Japan,. ClariS sortent leur 16e single Hitorigoto (ヒトリゴト, Monologue) le 26 avril 2017, cette chanson est utilisée comme générique d'introduction pour la série anime de 2017, Eromanga Sensei. Leur 17e single SHIORI (ja) est sorti le 13 septembre 2017, cette chanson est utilisée comme ending pour la seconde saison de la série anime Owarimonogatari en août 2017.
Le 16 septembre 2017 s'est déroulé leur second concert au Pacifico Yokohama National Hall Convention, lors de celui-ci, pour la première fois en huit ans d'existence de ClariS, Clara et Karen ont enlevé leur masques, révélant ainsi leur visage au public, avec lequel elles remercieront au passage. En novembre 2017, ClariS réalise leur première apparition à l'étranger lors du C3 AFA Singapore, une convention d'anime se déroulant à Singapour,. Le 18e single de ClariS, PRIMALove (ja), est publié le 28 février 2018; la chanson-titre est utilisée comme générique de fin pour la série anime de 2018, Beatless. Leur 19e single CheerS (ja) est sorti le 15 août 2018 ; celui-ci est utilisé pour l'ending de la série d'animation Les Brigades immunitaires de 2018. ClariS a publié leur cinquième album studio Fairy Party (ja) le 21 novembre 2018.

## Membres
De leur formation jusqu'en 2014, ClariS se composait de deux filles d'Hokkaidō connues sous le nom de Clara et Alice (tous deux pseudonymes, afin de préserver leur anonymat) qui étaient à l'origine au collège. ClariS est un mot-valise des noms des chanteuses et a été choisi comme un hommage au personnage de Clarisse du film d'animation Le Château de Cagliostro. Comme indiqué sur leur site Web, « ClariS » peut également avoir la signification de « clair » et « brillant » en Latin (bien qu'il soit en réalité écrit clarus),. Clara et Alice ont toutes deux chanté depuis qu'elles étaient à la maternelle quand ils ont commencé à prendre des cours dans la même école de musique où elles se sont rencontrées comme camarades de classe. Clara sait jouer du piano.
Afin de donner une priorité sur leur scolarité, ClariS n'ont pas publié des photos d'elles-mêmes auprès du public et emploient des illustrateurs pour dessiner leurs portraits. Lorsqu'elles sont dessinées, Clara est représentée portant des objets roses pastels, et Alice est montrée avec des objets bleus. Les images d'une croissant de lune sont utilisées comme un motif pour représenter Clara, et le Soleil est utilisé pour représenter Alice, qui provient de leurs préférences personnelles. Clara est montrée avec des cheveux légèrement ondulés et sans frange, tandis qu'Alice est dessinée avec les cheveux lisses avec une frange. Pour préserver davantage leur anonymat, Clara et Alice n'ont rien dit à ceux qu'elles connaissaient (en dehors de leurs familles) à propos de leurs débuts en tant qu'artistes. Tous deux admettent qu'elles sont otaku et s'intéressent aux anime et musiques d'anime. Clara dit qu'elle garde secret ses intérêts otaku des autres à l'école, et Alice s'appelle elle-même une otaku de Disney.
Alice a quitté ClariS fin 2014 pour se concentrer sur ses études, ce qui laisse Clara continuer à répéter d'elle-même. Celle accompagnant Clara pendant cette période était son amie Karen, qu'elle a rencontré et a connu en tant que camarades de classe dans la même école de musique. Revigorée par la personnalité de Karen, que Clara note, qui est très différent de la sienne, elle a personnellement désigné Karen pour succéder Alice comme la deuxième membre de ClariS. Selon Clara, Karen est « innocente et énergique », mais possède également une partie stoïque dans sa personnalité. Lorsqu'elle est dessinée, Karen est représentée avec des objets verts pastels, et des images d'étoiles sont utilisées pour la représenter.
Karen a quitté ClariS après le「ClariS Autumn Tour 2024 ~Via Fortuna~」à Osaka, qui s'est déroulé entre le 26 octobre 2024 et le 10 novembre 2024. Il a été annoncé durant le LisAni! LIVE 2025 que le groupe ClariS accueillerait 2 nouvelles membres : Anna et Elly. C'était ainsi la première représentation publique du nouveau trio.
Anna est représentée avec des objets orange pastel.
Elly est représentée avec des objets bleu pastel.

## Discographie

### Album

#### Albums studios
| N° | Date             | Titre            | Label       | Meilleure position de l'Oricon | N° catalogue    | N° catalogue | N° catalogue | Certifications | Certifications | Certifications |
| N° | Date             | Titre            | Label       | Meilleure position de l'Oricon | Première presse | Limité       | Standard     | Physique       | Digital        |                |
| -- | ---------------- | ---------------- | ----------- | ------------------------------ | --------------- | ------------ | ------------ | -------------- | -------------- | -------------- |
| 1  | 11 avril 2012    | Birthday         | SME         | 2                              | SECL-1111/3     | SECL-1115/6  | SECL-1114    | Or             | —              |                |
| 2  | 26 juin 2013     | Second Story     | SME         | 6                              | SECL-1334/5     | SECL-1331/3  | SECL-1336    | —              | —              |                |
| 3  | 4 juin 2014      | Party Time       | SME         | 2                              | SECL-1509/10    | SECL-1507/8  | SECL-1511    | —              | —              |                |
| 4  | 25 janvier 2017  | Fairy Castle     | SME         | 10                             | SECL-2108/9     | SECL-2106/7  | SECL-2110    | —              | —              |                |
| 5  | 21 novembre 2018 | Fairy Party (ja) | SACRA MUSIC | 8                              | VVCL-1377/8     | VVCL-1375/6  | VVCL-1379    | —              | —              |                |
| 6  | 6 avril 2022     | Parfaitone (ja)  | SACRA MUSIC | 8                              | VVCL-2022/3     | VVCL-2020/1  | VVCL-2024    | —              | —              |                |
| 7  | 22 mai 2024      | Iris             | SACRA MUSIC | 10                             | VVCL-2478/9     | VVCL-2476/7  | VVCL-2480    | —              | —              |                |

#### Compilations
| Date            | Titre                                            | Label       | Meilleure position de l'Oricon | N° catalogue                              | N° catalogue | N° catalogue | Certifications | Certifications |
| --------------- | ------------------------------------------------ | ----------- | ------------------------------ | ----------------------------------------- | ------------ | ------------ | -------------- | -------------- |
| Date            | Titre                                            | Label       | Meilleure position de l'Oricon | Première presse                           | Limité       | Standard     | Physique       | Digital        |
| 15 avril 2015   | ClariS: Single Best 1st                          | SME         | 4                              | SECL-1659/60 (CD+BD) SECL-1661/2 (CD+DVD) | SECL-1657/8  | SECL-1663    | —              | —              |
| 21 octobre 2020 | ClariS 10th Anniversary BEST - Pink Moon - (ja)  | SACRA MUSIC | 10                             | VVCL-1730/1                               | VVCL-1736/8  | VVCL-1732    | —              | —              |
| 21 octobre 2020 | ClariS 10th Anniversary BEST - Green Star - (ja) | SACRA MUSIC | 9                              | VVCL 1733/4                               | VVCL-1736/8  | VVCL-1735    | —              | —              |
| 23 octobre 2024 | ClariS ～SINGLE BEST 2nd～                       | SACRA MUSIC | 12                             | VVCL-2598/9                               | —            | VVCL-2600    | —              | —              |

#### Mini-albums
| Date            | Titre                           | Label       | Meilleure position de l'Oricon | N° catalogue    | N° catalogue | N° catalogue | Certifications | Certifications |
| --------------- | ------------------------------- | ----------- | ------------------------------ | --------------- | ------------ | ------------ | -------------- | -------------- |
| Date            | Titre                           | Label       | Meilleure position de l'Oricon | Première presse | Limité       | Standard     | Physique       | Digital        |
| 2 mars 2016     | Spring Tracks: Haru no Uta      | SME         | 8                              | SECL-1856       | —            | SECL-1857    | —              | —              |
| 14 août 2019    | SUMMER TRACKS －夏のうた－ (ja) | SACRA MUSIC | 8                              | VVCL-1470/1     | —            | VVCL-1472    | —              | —              |
| 7 décembre 2022 | WINTER TRACKS －冬のうた－      | SACRA MUSIC | 16                             | VVCL-2160/1     | —            | VVCL-2162    | —              | —              |
| 16 octobre 2024 | AUTUMN TRACKS －秋のうた－      | SACRA MUSIC | 20                             | VVCL-2586/7     | —            | VVCL-2588    | —              | —              |

#### Concept EP
| Date         | Titre              | Label       | Meilleure position de l'Oricon | N° catalogue      | N° catalogue      | N° catalogue | Certifications | Certifications |
| ------------ | ------------------ | ----------- | ------------------------------ | ----------------- | ----------------- | ------------ | -------------- | -------------- |
| Date         | Titre              | Label       | Meilleure position de l'Oricon | Première presse A | Première presse B | Standard     | Physique       | Digital        |
| 21 juin 2023 | Samishii Nettaigyo | SACRA MUSIC | 12                             | VVCL-2280/1       | VVCL-2282/3       | VVCL-2284    | —              | —              |

### Singles
| N°                                                      | Date              | Titre                          | Label       | Meilleure position de l'Oricon | N° catalogue    | N° catalogue | N° catalogue | Certifications | Certifications | Album                   |
| ------------------------------------------------------- | ----------------- | ------------------------------ | ----------- | ------------------------------ | --------------- | ------------ | ------------ | -------------- | -------------- | ----------------------- |
| N°                                                      | Date              | Titre                          | Label       | Meilleure position de l'Oricon | Première presse | Limité       | Standard     | Physique       | Digital        | Album                   |
| Alice☆Clara                                             |                   |                                |             |                                |                 |              |              |                |                |                         |
| —                                                       | 13 août 2010      | Drop / Kimi no Yume o Miyō     | —           | —                              | —               | GORI-001     | —            | —              | —              | ClariS: Single Best 1st |
| ClariS                                                  |                   |                                |             |                                |                 |              |              |                |                |                         |
| 1                                                       | 20 octobre 2010   | Irony                          | SME         | 7                              | SECL-906/7      | SECL-909     | SECL-908     | —              | Or             | Birthday                |
| 2                                                       | 2 février 2011    | Connect                        | SME         | 5                              | SECL-946/7      | SECL-949     | SECL-948     | Or             | 2 Platine      | Birthday                |
| 3                                                       | 14 septembre 2011 | Nexus                          | SME         | 5                              | —               | SECL-1004/5  | SECL-1003    | —              | —              | Birthday                |
| 4                                                       | 1er février 2012  | Naisho no Hanashi              | SME         | 2                              | SECL-1050/1     | SECL-1053    | SECL-1052    | —              | Or             | Birthday                |
| 5                                                       | 15 août 2012      | Wake Up                        | SME         | 12                             | —               | SECL-1170/1  | SECL-1169    | —              | —              | Second Story            |
| 6                                                       | 10 octobre 2012   | Luminous                       | SME         | 4                              | SECL-1193/4     | SECL-1196    | SECL-1195    | Or             | Or             | Second Story            |
| 7                                                       | 17 avril 2013     | Reunion                        | SME         | 2                              | SECL-1304/5     | SECL-1307    | SECL-1306    | —              | —              | Second Story            |
| 8                                                       | 30 octobre 2013   | Colorful                       | SME         | 3                              | SECL-1413/4     | SECL-1416    | SECL-1415    | —              | Or             | Party Time              |
| 9                                                       | 29 janvier 2014   | Click                          | SME         | 7                              | SECL-1455/6     | SECL-1458    | SECL-1457    | —              | Or             | Party Time              |
| 10                                                      | 16 avril 2014     | Step                           | SME         | 3                              | SECL-1491/2     | SECL-1494    | SECL-1493    | —              | —              | Party Time              |
| 11                                                      | 7 janvier 2015    | Border                         | SME         | 4                              | SECL-1623/4     | SECL-1626    | SECL-1625    | —              | —              | Fairy Castle            |
| 12                                                      | 29 juillet 2015   | Anemone                        | SME         | 13                             | SECL-1737/8     | SECL-1740    | SECL-1739    | —              | —              | Fairy Castle            |
| 13                                                      | 25 novembre 2015  | Prism                          | SME         | 25                             | —               | —            | SECL-1829    | —              | —              | Fairy Castle            |
| 14                                                      | 27 juillet 2016   | Gravity (ja)                   | SME         | 25                             | SECL-1952/3     | SECL-1955    | SECL-1954    | —              | —              | Fairy Castle            |
| 15                                                      | 17 septembre 2016 | Clever (ja)(ClariS×GARNiDELiA) | SME         | 21                             | —               | —            | SECL-1975/6  | —              | —              | Fairy Castle            |
| 16                                                      | 30 novembre 2016  | again (ja)                     | SME         | 21                             | SECL-2061/2     | —            | SECL-2063    | —              | —              | Fairy Castle            |
| 17                                                      | 26 avril 2017     | Hitorigoto                     | SACRA MUSIC | 9                              | VVCL-1010/1     | VVCL-1013    | VVCL-1012    | —              | Or             | Fairy Party (ja)        |
| 18                                                      | 13 septembre 2017 | SHIORI (ja)                    | SACRA MUSIC | 7                              | VVCL-1093/4     | VVCL-1096/7  | VVCL-1095    | —              | —              | Fairy Party (ja)        |
| 19                                                      | 28 février 2018   | PRIMALove (ja)                 | SACRA MUSIC | 15                             | VVCL-1174/5     | VVCL-1177/8  | VVCL-1176    | —              | —              | Fairy Party (ja)        |
| 20                                                      | 15 août 2018      | CheerS (ja)                    | SACRA MUSIC | 13                             | VVCL-1262/3     | VVCL-1265/6  | VVCL-1264    | —              | —              | Fairy Party (ja)        |
| 21                                                      | 4 mars 2020       | Alethea/Signal (ja)            | SACRA MUSIC | 15                             | VVCL-1610/1     | VVCL-1613/4  | VVCL-1612    | —              | —              | Parfaitone (ja)         |
| 22                                                      | 17 février 2021   | Fight!!                        | SACRA MUSIC | 12                             | VVCL-1807/8     | VVCL-1810/1  | VVCL-1809    | —              | —              | Parfaitone (ja)         |
| 23                                                      | 15 septembre 2021 | Careless (ja)                  | SACRA MUSIC | 8                              | VVCL-1918/9     | VVCL-1921/2  | VVCL-1920    | —              | —              | Parfaitone (ja)         |
| 24                                                      | 3 août 2022       | ALIVE (ja)                     | SACRA MUSIC | 8                              | VVCL-2075/6     | VVCL-2078/9  | VVCL-2077    | —              | —              | Iris                    |
| 24                                                      | 8 février 2023    | ALIVE (ja)                     | SACRA MUSIC | 8                              | VVCL-2075/6     | VVCL-2178/9  | VVCL-2077    | —              | —              | Iris                    |
| 25                                                      | 17 septembre 2022 | Masquerade                     | SACRA MUSIC | 13                             | VVCL-2100/1     | VVCL-2103/4  | VVCL-2102    | —              | —              | Iris                    |
| 26                                                      | 23 août 2023      | Koisekai                       | SACRA MUSIC | 20                             | VVCL-2320/1     | VVCL-2323/4  | VVCL-2322    | —              | —              | Iris                    |
| 27                                                      | 22 novembre 2023  | Folila                         | SACRA MUSIC | 13                             | VVCL-2370/1     | VVCL-2373/4  | VVCL-2372    | —              | —              |                         |
| 28                                                      | 8 mai 2024        | Andante                        | SACRA MUSIC | 17                             | VVCL-2460/1     | VVCL-2463/4  | VVCL-2462    | —              | —              |                         |
| 29                                                      | 20 août 2025      | Umitsuki                       | SACRA MUSIC | ?                              | VVCL-2738/40    | VVCL-2742/3  | VVCL-2741    | —              | —              |                         |
| "—" désigne les morceaux qui ne pouvaient être classés. |                   |                                |             |                                |                 |              |              |                |                |                         |

### Clips
| Année | Titre             | Directeur        |
| ----- | ----------------- | ---------------- |
| 2010  | Irony             |                  |
| 2011  | Connect           | Takumi Shiga     |
| 2011  | Nexus             | Kazuaki Nakamura |
| 2012  | Naisho no Hanashi | Kazuaki Nakamura |
| 2012  | Wake Up           | Junya Morita     |
| 2012  | Luminous          |                  |
| 2013  | Reunion           | Jungo            |
| 2013  | With You          |                  |
| 2013  | Colorful          | Jungo            |
| 2014  | Click             | Jungo            |
| 2014  | Step              | Jungo            |
| 2015  | Border            | Naoyuki Fujise   |
| 2015  | Anemone           |                  |
| 2015  | Prism             |                  |
| 2016  | Gravity           |                  |
| 2016  | clever            |                  |
| 2016  | again             |                  |
| 2017  | Hitorigoto        |                  |
| 2017  | SHIORI            |                  |
| 2018  | PRIMALove         |                  |
| 2018  | CheerS            |                  |

### Apparition dans d'autres albums
| Année | Titre     | Album | Notes | Réf.    |
| ----- | --------- | --- | --- | ------- |
| 2011  | Irony     | Ore no Imōto ga Konna ni Kawaii Wake ga Nai Original Soundtrack (俺の妹がこんなに可愛いわけがない オリジナルサウンドトラック) | Générique de la série anime Ore no Imōto ga Konna ni Kawaii Wake ga Nai. | [ 135 ] |
| 2011  | Irony     | Ore no Imōto ga Konna ni Kawaii Wake ga Nai Complete Collection+ (俺の妹がこんなに可愛いわけがない Complete Collection+)      | Générique de la série anime Ore no Imōto ga Konna ni Kawaii Wake ga Nai. | [ 136 ] |
| 2011  | True Blue | Zone Tribute: ~Kimi ga Kureta Mono~ (ZONEトリビュート～君がくれたもの～)                                                      | Album d'hommage pour le groupe ZONE. True Blue est une reprise d'un single de ZONE paru en 2003 et a servi de premier générique d'introduction pour la série anime Astro Boy de 2003. | [ 137 ] |
| 2012  | Wake Up   | Moyashimon Returns Original Soundtrack (もやしもんリターンズ オリジナルサウンドトラック)                                      | Générique de la série anime Moyashimon Returns. | [ 138 ] |
| 2013  | Connect   | Puella Magi Madoka Magica Music Collection (魔法少女まどか☆マギカ MUSIC COLLECTION)                                           | Une collection de musique de la série anime Puella Magi Madoka Magica. | [ 139 ] |

## Reprise de chanson sur Niconico
| #  | Date de mise en ligne | Titre                                                   | Artiste d'origine                                                          | Notes |
| -- | --------------------- | ------------------------------------------------------- | -------------------------------------------------------------------------- | --- |
| 1  | 10 octobre 2009       | Step to You                                             | 40meter-P                                                                  | Des chansons de Vocaloid chantées à l'origine par Hatsune Miku.                                                                    |
| 2  | 17 octobre 2009       | Black Rock Shooter (2M Mix) (ブラック★ロックシューター) | Supercell                                                                  | Des chansons de Vocaloid chantées à l'origine par Hatsune Miku.                                                                    |
| 3  | 3 novembre 2009       | Scrap & Build                                           | 40meter-P                                                                  | Des chansons de Vocaloid chantées à l'origine par Hatsune Miku.                                                                    |
| 4  | 14 novembre 2009      | Watashi ga Kami o Kitta Riyū (私が髪を切った理由)       | 40meter-P                                                                  | Des chansons de Vocaloid chantées à l'origine par Hatsune Miku.                                                                    |
| 5  | 29 novembre 2009      | Only My Railgun                                         | fripSide                                                                   | Le premier générique d'introduction de la série anime Toaru Kagaku no Railgun.                                                     |
| 6  | 12 décembre 2009      | Kimi no Shiranai Monogatari (君の知らない物語)          | Supercell                                                                  | Le générique de fin de la série télévisée anime Bakemonogatari.                                                                    |
| 7  | 26 décembre 2009      | Amefuri (アメフリ)                                      | Koko                                                                       | Composé par Kz de Livetune. |
| 8  | 31 décembre 2009      | Lion (ライオン)                                         | May'n, Megumi Nakajima                                                     | Le second générique d'introduction de la série anime Macross Frontier. Une reprise entière a été mise en ligne le 16 janvier 2010. |
| 9  | 6 février 2010        | Finder (ファインダー)                                   | Kz de Livetune                                                             | Chanson de Vocaloid chantée à l'origine par Hatsune Miku.                                                                          |
| 10 | 5 mars 2010           | Level 5 (Judgelight)                                    | fripSide                                                                   | Le second générique d'introduction de la série anime Toaru Kagaku no Railgun.                                                      |
| 11 | 3 avril 2010          | Polyrhythm (ポリリズム)                                 | Perfume                                                                    | Composé par Yasutaka Nakata. |
| 12 | 8 mai 2010            | Don't Say 'Lazy'                                        | Yōko Hikasa, Aki Toyosaki, Satomi Satō et Minako Kotobuki                  | Le générique de fin de la série télévisée anime K-ON!.                                                                             |
| 13 | 5 juin 2010           | Listen!!                                                | Yōko Hikasa, Aki Toyosaki, Satomi Satō, Minako Kotobuki et Ayana Taketatsu | Le premier générique de fin de la série anime K-ON!.                                                                               |

## Tournées japonaise
| Date(s)                | Titre                                                                                         | Lieu                                                                           |
| ---------------------- | --------------------------------------------------------------------------------------------- | ------------------------------------------------------------------------------ |
| 7 janvier 2014         | ClariS presents 「2014 New Year's Festival 〜始まりの予感…〜」                                | Zepp Tokyo                                                                     |
| 31 juillet 2015        | ClariS 1st Live 〜扉の先へ〜                                                                  | Zepp Tokyo                                                                     |
| 6 mars 2016            | ClariS 1st Tour 〜夢の1ページ…〜                                                              | Zepp Nagoya                                                                    |
| 12 mars 2016           | ClariS 1st Tour 〜夢の1ページ…〜                                                              | Zepp Namba                                                                     |
| 19 - 20 mars 2016      | ClariS 1st Tour 〜夢の1ページ…〜                                                              | Zepp Tokyo                                                                     |
| 17 - 18 septembre 2016 | ClariS 1st HALL CONCERT in パシフィコ横浜国立大ホール 〜星に願いを… 月に祈りを…〜             | Pacifico Yokohama National Hall Convention                                     |
| 10 février 2017        | ClariS 1st 武道館コンサート 〜2つの仮面と失われた太陽〜,                                      | Nippon Budokan                                                                 |
| 16 septembre 2017      | ClariS 2nd HALL CONCERT in パシフィコ横浜国立大ホール 〜さよならの先へ...はじまりのメロディ〜 | Pacifico Yokohama National Hall Convention                                     |
| 29 - 31 mars 2018      | ClariS 3rd HALL CONCERT in 舞浜アンフィシアター ♪over the rainbow〜虹の彼方に〜♬              | Maihama Amphitheater                                                           |
| 29 avril 2018          | ClariS 2nd Zepp Tour in 東名阪 〜Best of ClariS〜                                             | Zepp Osaka Bayside                                                             |
| 30 avril 2018          | ClariS 2nd Zepp Tour in 東名阪 〜Best of ClariS〜                                             | Zepp Nagoya                                                                    |
| 2 - 3 mai 2018         | ClariS 2nd Zepp Tour in 東名阪 〜Best of ClariS〜                                             | Zepp Tokyo                                                                     |
| 2 mars 2019            | ClariS 1st HALL CONCERT TOUR 〜Fairy Party〜                                                  | Misato City Cultural Hall                                                      |
| 8 - 9 mars 2019        | ClariS 1st HALL CONCERT TOUR 〜Fairy Party〜                                                  | SWU Hitomi Memorial Hall                                                       |
| 17 mars 2019           | ClariS 1st HALL CONCERT TOUR 〜Fairy Party〜                                                  | NHK Osaka Hall                                                                 |
| 5 avril 2019           | ClariS 1st HALL CONCERT TOUR 〜Fairy Party〜                                                  | Nakano Sun Plaza                                                               |
| 18 - 19 mai 2019       | SACRA MUSIC FES.2019–NEW GENERATION-                                                          | Makuhari Event Hall                                                            |
| 1er septembre 2019     | Animelo Summer Live 2019 -STORY-                                                              | Saitama Super Arena                                                            |
| 28 septembre 2019      | ClariS LIVE Tour 2019 ～libero～                                                              | Sendai PIT                                                                     |
| 5 octobre 2019         | ClariS LIVE Tour 2019 ～libero～                                                              | Zepp Nagoya                                                                    |
| 6 octobre 2019         | ClariS LIVE Tour 2019 ～libero～                                                              | Zepp Namba                                                                     |
| 11 - 12 octobre 2019   | ClariS LIVE Tour 2019 ～libero～                                                              | Zepp Tokyo                                                                     |
| 22 octobre 2019        | ClariS LIVE Tour 2019 ～libero～                                                              | Zepp Tokyo                                                                     |
| 9 février 2020         | LisAni! LIVE 2020                                                                             | Nippon Budokan                                                                 |
| 20 octobre 2020        | ClariS 10th Anniversary Precious LIVE〜 Gift 〜                                               | Neo bridge - streaming                                                         |
| 24 décembre 2020       | Merry ClarismaS -ひみつのサンタクロース-                                                      | Neo bridge - streaming                                                         |
| 11 août 2022           | ClariS HALL CONCERT 2022 〜Twinkle Summer Dreams〜                                            | LINE CUBE SHIBUYA                                                              |
| 13 août 2022           | ClariS HALL CONCERT 2022 〜Twinkle Summer Dreams〜                                            | Kanagawa Kenmin Hall                                                           |
| 19 septembre 2022      | イナズマロック フェス 2022                                                                    | Inazuma Rock Festival 2022                                                     |
| 26 - 27 novembre 2022  | SACRA MUSIC FES. 2022 -5th Anniversary-                                                       | Makuhari Event Hall                                                            |
| 16 - 17 décembre 2022  | ClariS HALL CONCERT 2022 〜 Let's Snow Parade ! 〜                                            | TOKYO DOME CITY HALL                                                           |
| 29 janvier 2023        | LisAni! LIVE 2023                                                                             | Nippon Budokan                                                                 |
| 12 février 2023        | 喫茶リコリコプレゼンツ アフターパーリィ！Tomorrow is another day.                             | Sumida Triphony Hall                                                           |
| 6 - 7 mai 2023         | ClariS SPRING LIVE 2023 ~Neo Sparkle~                                                         | Zepp Haneda                                                                    |
| 24 - 25 juin 2023      | ClariS Concept EP 『淋しい熱帯魚』                                                            | Abeno Q's MALL                                                                 |
| 1er juillet 2023       | ClariS Concept EP 『淋しい熱帯魚』                                                            | Abeno Q's MALL                                                                 |
| 2 août 2023            | Anime Connect!! ～World～                                                                     | Toyosu PIT                                                                     |
| 26 août 2023           | Animelo Summer Live 2023 -AXEL-                                                               | Saitama Super Arena                                                            |
| 7 octobre 2023         | Aichiアニソンフェス                                                                           | Parc Expo commémoratif d'Aichi (Moricoro)                                      |
| 21 octobre 2023        | 奈良県みんなでたのしむ大芸術祭 2023「みん芸フェスティバル」                                   | Parc historique du site du palais Heijo, scène spéciale devant la porte Suzaku |
| 2 novembre 2023        | Weiss Schwarz 15th Anniversary Live                                                           | Tokyo Garden Theater                                                           |
| 24 - 25 novembre 2023  | ClariS AUTUMN LIVE 2023 ~Arcanum~                                                             | Zepp DiverCity                                                                 |
| 8 décembre 2023        | X-CON 2023                                                                                    | Makuhari Messe International Exhibition Hall 9-11                              |
| 11 décembre 2023       | 夢と⾳楽祭                                                                                    | ヒューリックホールトウキョウ (Hulic Hall Tokyo)                                |
| 7 janvier 2024         | ANIPLEX 20th Anniversary Event -THANX-                                                        | Tokyo Garden Theater                                                           |
| 24 février 2024        | Odaiba!! Beyond The Dimension Music Festival 2024                                             | Pia Arena MM                                                                   |
| 17 mars 2024           | ユニバーサルカーニバル×サミーフェスティバル 2024                                              | Tokyo Big Sight                                                                |
| 25 mai 2024            | ClariS SPRING TOUR 2024 ~Tinctura~                                                            | Zepp Osaka Bayside                                                             |
| 26 mai 2024            | ClariS SPRING TOUR 2024 ~Tinctura~                                                            | 広島CLUB QUATTRO                                                               |
| 1er - 2 juin 2024      | ClariS SPRING TOUR 2024 ~Tinctura~                                                            | TOKYO DOME CITY HALL                                                           |
| 26 octobre 2024        | ClariS AUTUMN TOUR 2024 ~Via Fortuna~                                                         | LINE CUBE SHIBUYA                                                              |
| 2 - 3 novembre 2024    | ClariS AUTUMN TOUR 2024 ~Via Fortuna~                                                         | Culttz Kawasaki                                                                |
| 10 novembre 2024       | ClariS AUTUMN TOUR 2024 ~Via Fortuna~                                                         | Zepp Namba                                                                     |
| 24 ~ 26 janvier 2025   | LisAni! LIVE 2025                                                                             | Nippon Budokan                                                                 |
| 23 février 2025        | Odaiba!! Beyond The Dimension Music Festival 2025                                             | Pia Arena MM                                                                   |
| 8 ~ 9 mars 2025        | Lemino presents ULTRA ANIME FES 2025                                                          | Pia Arena MM                                                                   |
| 5 avril 2025           | CENTRAL MUSIC & ENTERTAINMENT FESTIVAL 2025                                                   | KT Zepp Yokohama                                                               |

## Performances à l'étranger
| Date(s)              | Événements            | Lieu                                                                              |
| -------------------- | --------------------- | --------------------------------------------------------------------------------- |
| 25 novembre 2017     | C3 AFA Singapore 2017 | Suntec Singapore Convention and Exhibition Centre, Singapour                      |
| 5 mai 2024           | AFA Indonesia 2024    | Jakarta Convention Center, Jakarta, Indonésie                                     |
| 18 ~ 21 juillet 2024 | Anime Friends 2024    | Palais des congrès et centre d'expositions, Sambadrome Anhembi, Sao Paulo, Brésil |
| 2 ~ 4 août 2024      | AnimagiC 2024         | Rosengarten Mannheim, Allemagne                                                   |
| 13 ~ 15 juin 2025    | Pyrkon 2025           | Palais des congrès et centre d'expositions à Poznań, Pologne                      |
| 1er ~ 3 août 2025    | AnimagiC 2025         | Rosengarten Mannheim, Allemagne                                                   |
| 8 ~ 10 août 2025     | Animethon 2025        | Parc des expositions à Edmonton, Canada                                           |